# Franz Teping
Franz Teping (* 6. Juni 1880 in Norddöllen; † 4. April 1956 in Vechta) war ein deutscher Ministerialbeamter und Schulleiter.

## Leben
Teping war der Sohn des Heuermanns Johann Adolph Teping und dessen Ehefrau Katharina geb. Kolhoff. Von 1895 bis 1899 besuchte er das Gymnasium Antonianum Vechta und studierte anschließend Germanistik, Französisch und Englisch in Bonn und Münster. Er war Mitglied der katholischen Studentenverbindungen VKDSt Saxonia Münster und KDStV Bavaria Bonn. 1905 legte er das 1. Staatsexamen ab und wurde nach zwei weiteren Jahren Vorbereitungsdienst Oberlehrer am Gymnasium in Mülheim/Ruhr. 1911 wechselte er als Lehrkraft an sein ehemaliges Gymnasium in Vechta.
1914 übernahm er die Leitung an der dortigen Aufbauschule und wurde bereits ein Jahr später Direktor des neugegründeten Realprogymnasiums Cloppenburg, das unter seiner Leitung in den folgenden Jahren zu einer Vollanstalt ausgebaut wurde.
1923 verließ Teping den Schuldienst und nahm eine Stelle als Ministerialrat im Ministerium für Kirchen und Schulen im Freistaat Oldenburg an. Zusammen mit seinem Amtskollegen Paul Wessner erarbeitete er Lehrpläne und die Reifeprüfungsordnung für die höheren Schulen des Freistaats. Außerdem war Teping auch an der Neugestaltung der oldenburgischen Lehrerausbildung beteiligt. Er bemühte sich um eine Universitätsausbildung der Volksschullehrer, die basierend auf der bildungspolitischen Vorstellung der Landtagsmehrheit im Freistaat konfessionell getrennt erfolgen sollte. Da die finanziellen Möglichkeiten allerdings beschränkt waren, konnte in Vechta anstelle eines Lehrerseminars ab dem 1. Mai 1928 lediglich ein zweijähriger pädagogischer Lehrgang für katholische Lehramtsbewerber eingerichtet werden. Vorbild war das bereits 1926 in Oldenburg eingeführte Modell für evangelische Lehrerstudenten.
Teping war, ebenso wie Wessner, Gegner des Nationalsozialismus und trat dem Eindringen des nationalsozialistischen Gedankengutes in die Schüler- und Lehrerschaft Oldenburgs entschieden entgegen. Nach der Übernahme der Regierung in Oldenburg durch die NSDAP geriet Teping in seinem Amt im Ministerium zunehmend unter Druck und wurde schließlich 1934 auf seine ehemalige Stelle als Leiter an die Aufbauschule in Vechta strafversetzt. 1939 übernahm er außerdem, wegen des Lehrermangels unter dem Zwang der Kriegsverhältnisse, die Leitung des zur Deutschen Oberschule umgewandelten Gymnasium Antonianum Vechta, das nach Schließung des Oberlyzeums der Schwestern Unserer Lieben Frau als Oberschule für Mädchen dann auch noch mit diesem zusammengelegt wurde.
Teping leitete diese Institute bis 1945 und nahm kurz danach die erneute Trennung der Koedukation sowie die Umwandlung der Oberschule für Jungen in ein altsprachliches Gymnasium vor. 1946 nahm er auch seine Tätigkeit im Ministerium wieder auf. 1948 wurde er pensioniert.

## Veröffentlichungen
1949 veröffentlichte Teping eine Untersuchung über den Kampf um die konfessionelle Schule während der NS-Zeit. Daneben verfasste er zahlreiche Aufsätze zur Kirchen- und Profangeschichte Südoldenburgs, war Vorstandsmitglied des Heimatbundes für das Oldenburger Münsterland und Leiter des Ausschusses für Heimatgeschichte.
- Oldenburg, in: Staatslexikon. Hg. von der Görres-Gesellschaft. Freiburg, 1928.
- Oldenburgisches Bildungswesen. Veröffentlicht in: Lexikon der Pädagogik der Gegenwart. Freiburg, 1931.
- Der Kampf um die konfessionelle Schule in Oldenburg während der Herrschaft der NS-Regierung. Münster 1949;
- Die Ausbildung der katholischen Lehrer und Lehrerinnen in Vechta. Veröffentlicht in: Aus 7 Jahrhunderten Vergangenheit von Stadt und Kreis Vechta. Vechta, 1954, S. 105–106.
- Das Gymnasium Antonianum in Vechta. Veröffentlicht ebd., S. 107–110.